# Magnis Valley
Das Magnis Valley ist ein ausladendes, 8 km langes und eisfreies Tal im Australischen Antarktis-Territorium. In der Britannia Range liegt es 5 km westlich des Derrick Peak.
Die Mannschaft neuseeländischer Geologen der University of Waikato, die in diesem Gebiet zwischen 1978 und 1979 Untersuchungen durchführte, benannte das Tal in Anlehnung an die Benennung der Britannia Range nach dem Kastell Magnis aus römischer Zeit in Northumbria.